# Ust-Tarka
Ust-Tarka (russisch Усть-Та́рка) ist ein Dorf (selo) in der Oblast Nowosibirsk in Russland mit 3819 Einwohnern (Stand 14. Oktober 2010).

## Geographie
Der Ort liegt etwa 460 km Luftlinie westlich des Oblastverwaltungszentrums Nowosibirsk im westlichen Teil der Barabasteppe. Er befindet sich am rechten Ufer des Irtysch-Nebenflusses Om, bei der Einmündung des kleinen rechten Zuflusses Tarka.
Ust-Tarka ist Verwaltungszentrum des Rajons Ust-Tarkski sowie Sitz der Landgemeinde (selskoje posselenije) Ust-Tarkski selsowet, zu der außerdem das 10 km südöstlich gelegene Dorf Bogoslowka gehört.

## Geschichte
Der Ort geht auf zwei um 1752 von Umsiedlern aus dem Gebiet der heutigen Ukraine, darunter Donkosaken, gegründete Dörfer zurück: Nasarowo (200 km nordöstlich, am flussaufwärts in den Om mündenten Tartas, lag das Dorf Werch-Nasarowo, „Ober-Nasarowo“, das heutige Sewernoje) und Ust-Tarkskaja (nach dem dort mündenden Flüsschen und von russisch ustje für „Mündung“). Die Dörfer wuchsen bald zusammen, und bis ins 20. Jahrhundert (beispielsweise in den Daten der Volkszählung 1897) waren beide Namensformen alternativ in Gebrauch. 1926 erhielt das Dorf seine offizielle Bezeichnung in der heutigen Form. Ab 20. Januar 1936 gehörte es zum neugeschaffenen Kuschagowski rajon mit Sitz im 13 km nördlich gelegenen Dorf Kuschagi, aber bereits am 17. April 1936 wurde die Verwaltung nach Ust-Tarka verlegt und der Rajon dementsprechend umbenannt. Heute ist Ust-Tarka das kleinste Rajonzentrum der Oblast Nowosibirsk.

### Bevölkerungsentwicklung
| Jahr | Einwohner |
| ---- | --------- |
| 1859 | 930       |
| 1897 | 1307      |
| 1939 | 1745      |
| 1959 | 2850      |
| 1970 | 3006      |
| 1979 | 3633      |
| 1989 | 4395      |
| 2002 | 4381      |
| 2010 | 3819      |

Anmerkung: ab 1897 Volkszählungsdaten

## Verkehr
Von Ust-Tarka in zunächst südöstlicher, dann südlicher Richtung führt die Regionalstraße 50K-20 in das knapp 50 km entfernte Tatarsk, wo sich sowohl an der Transsibirischen Eisenbahn die nächstgelegene Bahnstation Tatarskaja befindet, als auch etwas weiter südlich die föderale Fernstraße R254 Irtysch (ehemals M51) von Tscheljabinsk über Omsk nach Nowosibirsk verläuft.
In Ost-West-Richtung verläuft durch Ust-Tarka die Regionalstraße 50K-22: nach Westen in die 25 km entfernte Oblast Omsk (dort weiter als 52K-2 über Nischnjaja Omka Richtung Omsk), nach Osten über Wengerowo nach Kuibyschew. Diese Straße war bis in die 1990er-Jahre Teil der alten Trasse der M51.
Die 50K-20 quert die Om etwa 10 km südöstlich (flussaufwärts) bei Bogoslowka; eine Brücke unmittelbar in Ust-Tarka führt in das gegenüber unweit des linken Ufers gelegene Dorf Schtscherbaki.